# Vancouver Island Junior Hockey League
Vancouver Island Junior Hockey League (VIJHL) är en juniorishockeyliga som är baserat på ön Vancouver Island i den kanadensiska provinsen British Columbia. Spelarna som spelar i denna är manliga och är mellan 16 och 20 år. Ligan är sanktionerad av det nationella ishockeyförbundet Hockey Canada och det regionala ishockeyförbundet BC Hockey.
VIJHL grundades 1965.

## Lagen

### Nuvarande
De lag som spelar i VIJHL för säsongen 2018–2019.
| North Division - Campbell River Storm - Comox Valley Glacier Kings - Fernie Ghostriders - Oceanside Generals - Nanaimo Buccaneers | South Division - Kerry Park Islanders - Peninsula Panthers - Saanich Braves - Victoria Cougars - Westshore Wolves |

### Tidigare
Ett urval av de lag som har tidigare spelat i ligan.
| - Comox Totems - Juan de Fuca Gulls - Oak Bay Fliers - Parksville Generals | - Peninsula Eagles - Victoria Cubs - Westshore Stingers |

## Mästare

### Brent Patterson Memorial Trophy
Samtliga lag som har vunnit trofén Brent Patterson Memorial Trophy som delas ut årligen till det lag som vinner ligans slutspel sedan 1977. Det lag som gör det avancerar till Cyclone Taylor Cup för att spela en miniturnering med vinnarna av Kootenay International Junior Hockey League (KIJHL) och Pacific Junior Hockey League (PJHL). Sedan 2004 spelar även ett värdlag i miniturneringen och som är medlem i en av de tre nämnda. Den som vinner den trofén får spela Keystone Cup som spelas mellan vinnare av tolv juniorishockeyligor i Alberta, British Columbia, Manitoba, Ontario (nordvästra) och Saskatchewan.
| - 1977–1978: Saanich Braves - 1978–1979: Saanich Braves - 1979–1980: Saanich Braves - 1980–1981: Oak Bay Fliers - 1981–1982: Kerry Park Islanders - 1982–1983: Oak Bay Fliers - 1983–1984: Saanich Braves - 1984–1985: Oak Bay Fliers - 1985–1986: Kerry Park Islanders - 1986–1987: Juan de Fuca Gulls - 1987–1988: Saanich Braves | - 1988–1989: Peninsula Eagles - 1989–1990: Kerry Park Islanders - 1990–1991: Kerry Park Islanders - 1991–1992: Parksville Generals - 1992–1993: Kerry Park Islanders - 1993–1994: Kerry Park Islanders - 1994–1995: Comox Valley Glacier Kings - 1995–1996: Saanich Braves - 1996–1997: Parksville Generals - 1997–1998: Campbell River Storm | - 1998–1999: Campbell River Storm - 1999–2000: Campbell River Storm - 2000–2001: Campbell River Storm - 2001–2002: Campbell River Storm - 2002–2003: Campbell River Storm - 2003–2004: Campbell River Storm - 2004–2005: Victoria Cougars - 2005–2006: Kerry Park Islanders - 2006–2007: Victoria Cougars - 2007–2008: Victoria Cougars | - 2008–2009: Oceanside Generals - 2009–2010: Peninsula Panthers - 2010–2011: Peninsula Panthers - 2011–2012: Victoria Cougars - 2012–2013: Victoria Cougars - 2013–2014: Victoria Cougars - 2014–2015: Campbell River Storm - 2015–2016: Victoria Cougars - 2016–2017: Campbell River Storm - 2017–2018: Campbell River Storm |

### Cyclone Taylor Cup
Samtliga lag som har vunnit Cyclone Taylor Cup:
| - 1966–1967: Comox Totems - 1970–1971: Victoria Cubs | - 1975–1976: Saanich Braves - 1998–1999: Campbell River Storm | - 2006–2007: Victoria Cougars (värdlag) - 2010–2011: Peninsula Panthers | - 2014–2015: Campbell River Storm |

### Keystone Cup
Samtliga lag som har vunnit Keystone Cup:
| - 2014–2015: Campbell River Storm |

## Spelare

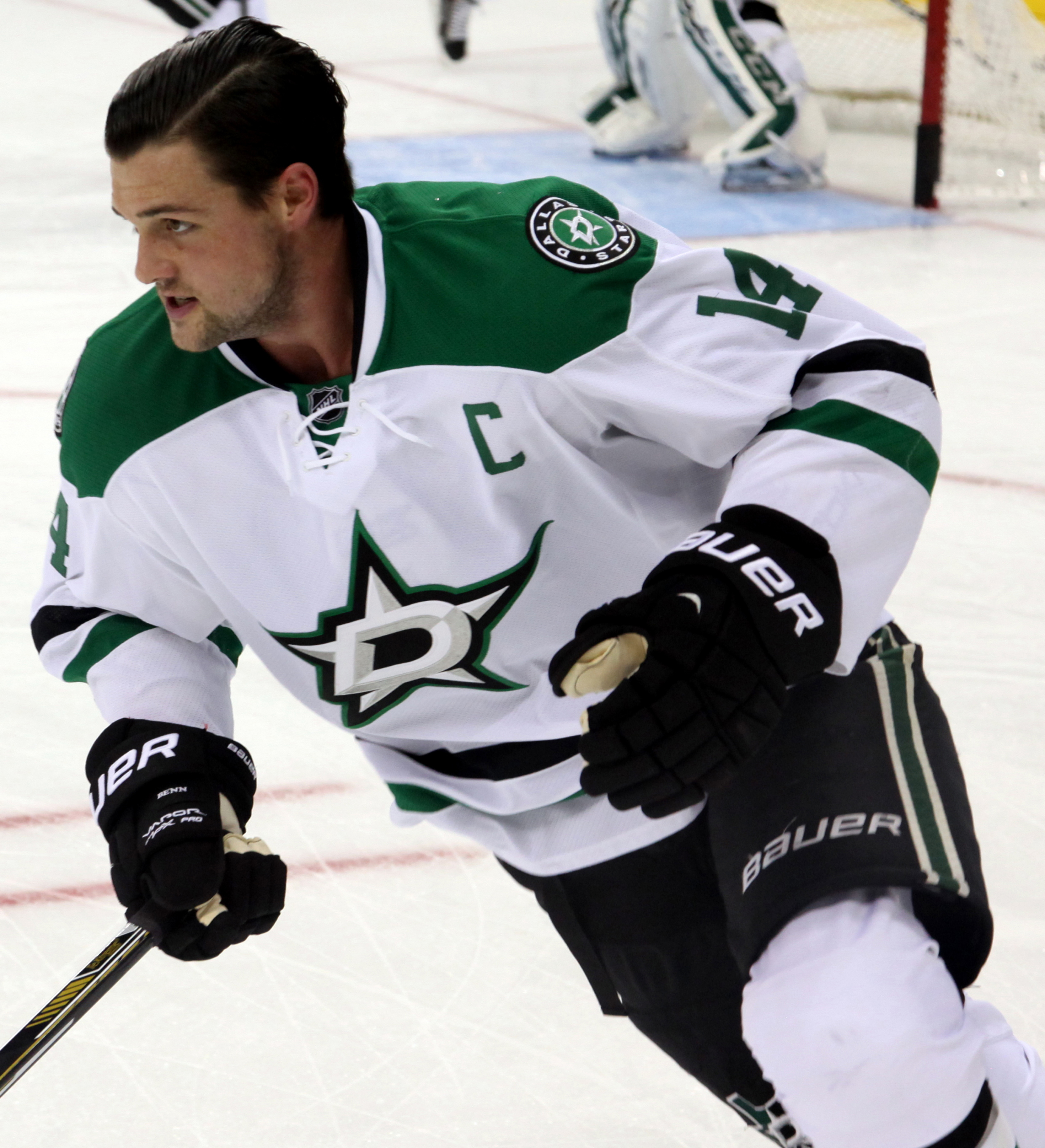
Jamie Benn.

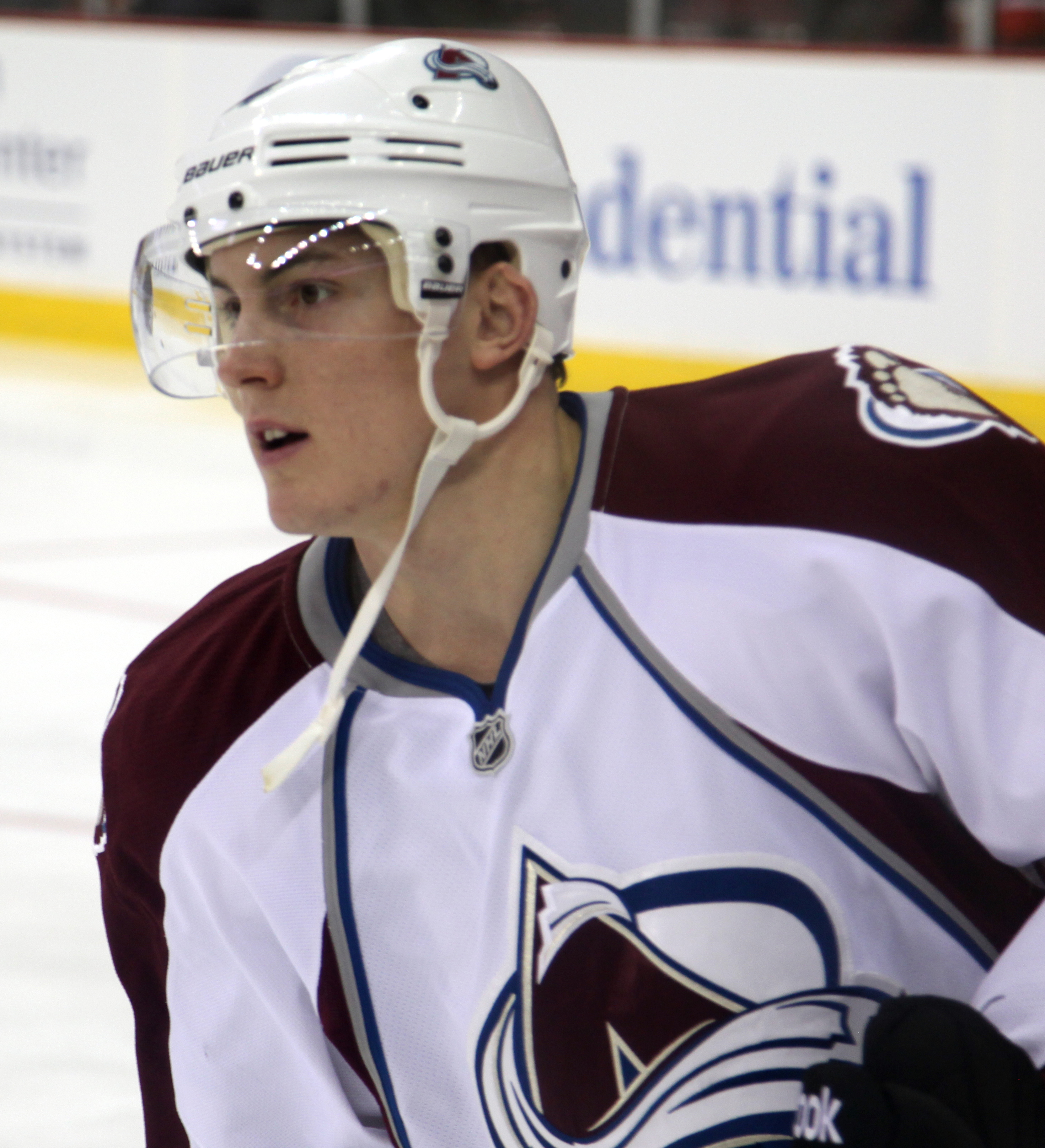
Tyson Barrie.

Ett urval av ishockeyspelare som har spelat en del av sina ungdomsår i VIJHL.
| Målvakter | Backar - Tyson Barrie - Jordie Benn - Matt Irwin - Barret Jackman - Ryan O'Byrne - Clayton Stoner - Ty Wishart | Forwards - Jamie Benn - Adam Cracknell - Matt Ellison - Kyle Greentree - Greg Scott |